# Eridanos (geologija)
Ime Eridanos, ki izhaja iz starogrškega Eridanos (reka v severni Evropi, omenjena v grški mitologiji in zgodovinopisju), so geologi dali reki, ki je tekla tam, kjer je zdaj Baltsko morje. To kažejo vrtine in geofizikalne meritve - večinoma zasute z ledeniškimi usedlinami, globoki kanjonski dolinski sistem te reke, pa tudi rečne usedline na severnem Poljskem, Severni Nemčiji in južnem Severnem morju. Ti rečni sedimenti so zlasti na Poljskem in v Samlandu bogati z jantarjem. Njen rečni sistem je bil bolj znan kot Baltski rečni sistem.
Eridanos se je začel pred približno 40 milijoni let v eocenu. Pred približno 12 milijoni let v miocenu je Eridanos dosegel območje Severnega morja, kjer so sedimenti, ki jih je prenašala reka, zgradili ogromno delto. Eridanos je izginil v zgodnjem srednjem pleistocenu, pred približno milijonom let, ko so ledenodobni ledeniki izkopali dno Baltskega morja.
Neogensko dviganje južno švedskega višavja je reko Eridanos preusmerilo s prvotne poti čez južno-osrednjo Švedsko v tok južno od Švedske v pliocenu.

## Opis
Geološki Eridanos je bil najpomembnejši med baventijsko fazo pred približno dvema milijonoma let v poznem zgodnjem pleistocenu, ko je bil dolg približno 2700 kilometrov, malo krajši od sodobne Donave. Začel se je na Laponskem, nato pa je tekel skozi območje današnjega Botnijskega in Baltskega morja do zahodne Evrope, kjer je imel neizmerno delto, ki naj bi bila po številu primerljiva s sedanjo reke Amazonke.
Nanosi Eridanosa na Nizozemskem iz poznozgodnjepleistocenskega menapskega ledeniškega obdobja kaže na prisotnost skandinavskih eratičnih balvanov (Hattem Layers). Ti balvani naj bi se prevažali po rečnem ledeniškem ledu in so prvi pokazatelji večje poledenitve v skandinavskih gorah v tem delu Severnega morja. Najverjetneje se je preoblikovanje območij izvirov Eridanosa v skandinavskih gorah že začelo v tej ledeniški fazi. Med naslednjim medledeniškim obdobjem  je fluvialni sistem dosegel največjo velikost, vendar je stopnja sedimentacije takrat že padla. Ponavljajoče se kopičenje skandinavskega ledenega pokrova med zaporednimi ledenimi obdobji je povzročilo popolno uničenje območja izvira, odsekanje rečnega sistema in rojstvo ledeniško izkopanega območja okoli skandinavskih gorskih območij, v katerih regiji je kasneje nastalo Baltsko morje. V prvi ledeniški fazi kromerskega kompleksa, pred približno 0,7 milijona let, se je sedimentacija na Nizozemskem v baltskem rečnem sistemu končala, kar kaže na konec Eridanosa.
Ostanke Eridanosa najdemo po vsej severni Evropi, od sedanjega Severnega morja in Nizozemske na zahodnem koncu do sedimentov na severni Laponski.
Eridanosove sedimente na Nizozemskem in v sosednjem Severnem morju lahko prepoznamo po visoki vsebnosti prozornega modro-sivega, svetlo sivkastega in brezbarvnega kremena v pesku in v gramoznih frakcijah. Barva večinoma grobega peska je sivobela, na Nizozemskem pa so ta nahajališča zato znana kot Beli pesek (Witte Zanden). V zgodnjem pleistocenu se na Nizozemskem fluvijalna nahajališča vzhodne provenience mešajo z rečnimi nanosi reke Ren. Takrat je bil Ren veliko manj pomemben kot Eridanos. Mešanje usedlin je mogoče prepoznati po prisotnosti velikega deleža 'mlečnega kremena', ki je zelo značilen za pesek in gramoz, ki ga nalaga reka Ren. Po izginotju Eridanosa je reka Ren ostala najpomembnejša reka v tem delu porečja Severnega morja.